# Lipoma Firs Golf Course
Der Lipoma Firs Golf Course ist ein öffentlicher Golfplatz in Puyallup im Pierce County im US-Bundesstaat Washington. Die 1990 fertiggestellte 18-Loch-Golfanlage wurde vom Golfarchitekten Bill Stowe konzipiert.